# Oncidium tenellum
Oncidium tenellum är en orkidéart som beskrevs av F.Gérard. Oncidium tenellum ingår i släktet Oncidium och familjen orkidéer. Inga underarter finns listade i Catalogue of Life.